# Милена Стамболийска
Милена Асенова Стамболийска е български политик и държавник от БЗНС от 1976 до 1990 г.

## Биография
Милена Стамболийска е родена на 21 февруари 1930 г. в София в семейството на политика Асен Стамболийски (1904 – 1965). Той е син на водача на Българския земеделски народен съюз (БЗНС) Александър Стамболийски. Самият Асен Стамболийски участва активно в дейността на БЗНС, а след Деветосептемврийския преврат от 1944 година е депутат от опозиционния БЗНС – Никола Петков и между 1947 и 1954 година лежи в различни концентрационни лагери и затвори.
Стамболийска завършва английска филология в Софийския университет. Кара едногодишен курс във Висша партийна школа. От 1961 г. е деятелка на софийската градска дружба. Член е на Националния съвет на ОФ и на Президиума на Световния съвет на мира. Народен представител в 5 – IX НС. Заместник-председател е на Народното събрание от 1981 до 1990 г. Била е член на Общонародния комитет за българо-съветска дружба и на бюрото на Комитета на българските жени.
От 1974 до 1990 г. e член на Постоянното присъствие на БЗНС, а от 1973 до 1990 г. – и завеждащ отдел „Политическа просвета“ при ПП на БЗНС.
Наградена е с орден „13 века България“.
Милена Стамболийска умира през 2016 г.